# Nototriton major
Espèce
Statut de conservation UICN

 CR B1ab(iii) : 
En danger critique
Nototriton major est une espèce d'urodèles de la famille des Plethodontidae.

## Répartition
Cette espèce est endémique de la province de Cartago au Costa Rica. Elle se rencontre entre 1 100 et 1 200 m d'altitude dans la cordillère de Talamanca.

## Publication originale
- Good & Wake, 1993 : Systematic studies of the Costa Rican moss salmanders, genus Nototriton, with descriptions of three new species. Herpetological Monographs, vol. 7, p. 131-159.